# Камису
Камису (яп. 神栖市 Камису-си) — город в Японии, находящийся в префектуре Ибараки. Площадь города составляет 147,26 км², население — 94 140 человек (1 августа 2014), плотность населения — 639,28 чел./км².

## Географическое положение
Город расположен на острове Хонсю в префектуре Ибараки региона Канто. С ним граничат города Касима, Итако, Тёси, Катори и посёлок Тоносё.

## Население
Население города составляет 94 140 человек (1 августа 2014), а плотность — 639,28 чел./км². Изменение численности населения с 1980 по 2005 годы:
| 1980 | 67 364 чел. |  |
| 1985 | 72 533 чел. |  |
| 1990 | 77 596 чел. |  |
| 1995 | 83 171 чел. |  |
| 2000 | 87 626 чел. |  |
| 2005 | 91 867 чел. |  |

## Символика
Деревом города считается подокарп крупнолистный, цветком — Sarcandra glabra, птицей — Cettia diphone.